# Spiel (Drama)
Spiel ist ein Drama von Samuel Beckett. Es wurde zwischen 1962 und 1963 geschrieben. Die Uraufführung war in deutscher Sprache am 14. Juni 1963 am Ulmer Theater in Ulm. Die englischsprachige Premiere wurde 1964 am Old Vic in London unter dem Titel „Play“ aufgeführt.

1966 erschien Comédie, eine französische Filmversion von Spiel, die Beckett zusammen mit dem jungen Regisseur Marin Karmitz erarbeitete, der bei Jean-Luc Godard und Roberto Rossellini gelernt hatte. Die drei Rollen spielen Michael Lonsdale, Eléonore Hirt und Delphine Seyrig.
Eine weitere, englische Verfilmung von Play mit Alan Rickman, Kristin Scott Thomas und Juliet Stevenson entstand unter der Regie von Anthony Minghella für das Beckett on Film Project .

## Das Drama
Die Bühne ist leer und nahezu dunkel. Nur vorn an der Bühnenrampe stehen drei gleiche, einander berührende, ein Meter hohe, graue Urnen, aus deren halsengen Öffnungen drei Köpfe ragen, zwei Frauen (F1 und F2) und ein Mann (M). Sie sind während des ganzen Akts unverwandt nach vorne gerichtet. Ihr Alter ist undefinierbar, sie tragen keine Masken, wirken jedoch so, scheinen fast Teil der Urnen und sind kaum von ihnen zu unterscheiden. Monoton erzählen sie von den gemeinsamen Erinnerungen ihrer Dreiecksbeziehung: M war mit F1 verheiratet, beging einen Seitensprung mit F2, F1 „roch“ die Geliebte, engagierte einen Privatdetektiv und drohte M mit Selbstmord. Der kehrte reuevoll zu F1 zurück, wurde jedoch erneut untreu und floh mit F2.
Die drei Köpfe sprechen bzw. schweigen nur, wenn sie durch einen Scheinwerferspot, der sich mal auf dieses, mal auf jenes Gesicht richtet und dann wieder wegschwenkt, dazu aufgefordert werden. Nur am Anfang und am Schluss beleuchtet der Spot alle drei Köpfe gleichzeitig, sodass alle drei Figuren simultan nebeneinanderher reden und der Text zu einem unverständlichen „Geräusch wie das eines Rasenmähers“ wird. Die Gesichter sind während des ganzen Stückes teilnahmslos, die Stimmen spulen den Text tonlos und hastig ab, mit Ausnahme der Stellen, an denen die Regieanweisung ausdrücklich einen besonderen Ausdruck vorschreibt. Am Ende des Spiels gibt es die kurze Anweisung, das „Spiel zu wiederholen“.
Laut Beckett soll der Scheinwerfer wie ein Zuhörer zum Sprechen „anregen“. Anstatt drei Lichter je nach Bedarf ein- und auszuschalten, sollte daher ein einzelnes, sich drehendes Licht verwendet werden, auf diese Weise fungiere der Scheinwerfer wie ein unsichtbarer Fragesteller.

## Interpretation
So wie Becketts Film nicht zuletzt ein Film über den Film ist, so ist auch Spiel nicht zuletzt ein Spiel über das Spiel. So wie Becketts Hörspiele Spiele vom Hören  und seine Romane in erster Linie Romane übers Romanschreiben sind, so ist auch Play (dt. Theaterstück) ein Theaterstück übers Theater. Und wie immer, reduziert Beckett das jeweilige Genre auf seine elementarsten Komponenten, bis es, zum Skelett seiner selbst geworden, nichts mehr auszudrücken vermag als seine eigene Ausdruckslosigkeit und sein eigenes Ende.
In Spiel finden sich also, entgegen dem ersten Eindruck, durchaus sämtliche Komponenten des traditionellen Theaters wieder: Charaktere und dramatischer Konflikt, Dialog und Monolog, Anfang und Ende, selbst eine Bühne samt Requisiten ist noch vorhanden. Allerdings hat man ihnen alles Leben genommen und die Konvention auf den Kopf gestellt: Sonst Nebensächliches wird zur Hauptsache, die Technik, der Bühnenscheinwerfer wird zum Protagonisten, die Menschen degradieren zu atemlose Leichen. Wie in einem Totenreich dreht sich alles endlos um sich selbst, ohne letztlich den ersehnten Stillstand zu erreichen.
Wo so wenig übriggeblieben ist, will alles (trotz Becketts wiederholter Dementi) zum Symbol werden, allen voran der den Verlauf der Handlung bestimmende Hauptakteur, der willkürlich waltende und schaltende Spot. Man hat versucht, ihn als launischen Gott zu deuten. Andere interpretieren ihn als das Gegenteil, als provozierenden Satan. Wieder andere sehen in ihm eine Karikatur des Regisseurs oder aber die Personifikation der Aufmerksamkeit des Theaterpublikums – womit Beckett sein Spiel vom Spielen um eine weitere Facette bereichert hätte: Nicht nur das Theater selbst wäre zum Thema des Theaterstücks (play) geworden, sondern auch dessen Dramaturg bzw. Besucher selbst würden Teil des Geschehens.

## Musik
Zu „Spiel“ schrieb Philip Glass 1965 eine Bühnenmusik für zwei Saxophone, seine erste minimalistische Arbeit. Glass’ Musik war seitdem grundlegend von Becketts Werk beeinflusst.

## Weblink
- Samuel Beckett Play 2001 (beckett on film)